# Collegio uninominale Campania 1 - 06 (2020)
Il collegio elettorale uninominale Campania 1 - 06 è un collegio elettorale uninominale della Repubblica Italiana per l'elezione della Camera dei deputati.

## Territorio
Come previsto dalla legge n. 51 del 27 maggio 2019, il collegio è stato definito tramite decreto legislativo all'interno della circoscrizione Campania 1.
È formato dal territorio di 28 comuni della città metropolitana di Napoli: Boscoreale, Brusciano, Camposano, Carbonara di Nola, Casamarciano, Cicciano, Cimitile, Comiziano, Liveri, Mariglianella, Marigliano, Nola, Ottaviano, Palma Campania, Poggiomarino, Pompei, Roccarainola, San Gennaro Vesuviano, San Giuseppe Vesuviano, San Paolo Bel Sito, San Vitaliano, Saviano, Scisciano, Somma Vesuviana, Striano, Terzigno, Tufino e Visciano.
Il collegio è parte del collegio plurinominale Campania 1 - 02.

## Eletti
| Elezione | Elezione | Deputato         | Partito            |
| -------- | -------- | ---------------- | ------------------ |
|          | 2022     | Carmela Di Lauro | Movimento 5 Stelle |

## Dati elettorali

### XIX legislatura
Come previsto dalla legge elettorale, 147 deputati sono eletti con sistema a maggioranza relativa in altrettanti collegi uninominali a turno unico.
| Candidati                                 | Candidati                   | Voti    | %     | Liste                          | Voti    | %     |
| ----------------------------------------- | --------------------------- | ------- | ----- | ------------------------------ | ------- | ----- |
|                                           | Carmela Di Lauro ✔️ Eletto  | 52 823  | 34,81 | Movimento 5 Stelle             | 52 823  | 34,81 |
|                                           | Marta Schifone              | 51 072  | 33,65 | Fratelli d'Italia              | 24 110  | 15,89 |
| Forza Italia                              | Marta Schifone              | 51 072  | 33,65 | 20 260                         | 13,35   |       |
| Lega per Salvini Premier                  | Marta Schifone              | 51 072  | 33,65 | 6 116                          | 4,03    |       |
| Noi moderati/Lupi - Toti - Brugnaro - UDC | Marta Schifone              | 51 072  | 33,65 | 586                            | 0,39    |       |
|                                           | Enzo Peluso                 | 30 217  | 19,91 | Partito Democratico-IDP        | 18 720  | 12,33 |
| Alleanza Verdi e Sinistra                 | Enzo Peluso                 | 30 217  | 19,91 | 5 261                          | 3,47    |       |
| Impegno Civico - Centro Democratico       | Enzo Peluso                 | 30 217  | 19,91 | 3 538                          | 2,33    |       |
| +Europa                                   | Enzo Peluso                 | 30 217  | 19,91 | 2 698                          | 1,78    |       |
|                                           | Giuseppa Maria Piedepalumbo | 9 749   | 6,42  | Azione - Italia Viva - Calenda | 9 749   | 6,42  |
|                                           | Michele La Pietra           | 4 900   | 3,23  | Unione Popolare                | 4 900   | 3,23  |
|                                           | Sergio Delle Donne          | 1 508   | 0,99  | Italexit                       | 1 508   | 0,99  |
|                                           | Angelantonio Storti         | 923     | 0,61  | Italia Sovrana e Popolare      | 923     | 0,61  |
|                                           | Ida Stringile               | 573     | 0,38  | Noi di Centro – Europeisti     | 573     | 0,38  |
| Totale                                    | Totale                      | 151 765 | 100   |                                | 151 765 | 100   |
|                                           |                             |         |       |                                |         |       |
| Schede bianche                            | Schede bianche              | 2 727   | 1,72  |                                |         |       |
| Schede nulle                              | Schede nulle                | 4 378   | 2,76  |                                |         |       |
| Votanti                                   | Votanti                     | 158 870 | 53,85 |                                |         |       |
| Elettori                                  | Elettori                    | 295 030 |       |                                |         |       |